# Ếch vạch
Ếch vạch (danh pháp : Chaparana delacouri) là một loài ếch thuộc họ Ranidae. Dựa trên các phân bố đã biết của chúng, ếch vạch là một loài đặc hữu ở vùng phía bắc của Việt Nam, mặc dù có khả năng chúng cũng có thể xuất hiện tại Lào và Trung Quốc phụ cận.  Chúng có nguy cơ đe dọa bao gồm việc con người bắt để tiêu thụ và bị mất môi trường sống.

## Đặc điểm
Ếch vạch là một loài ếch có kích thước lớn nhất Miền bắc Việt Nam, thân dài từ 9 đến 16 cm, có thể nặng đến 300 gram. Cơ thể ếch vạch to, mập, mắt lồi rõ, phía sau mi mắt trên có một số gai nhỏ hình chóp. Một nếp da rất rõ chạy từ mắt đến vai. Trên lưng có nhiều phần da ngắn gián đoạn, trên đùi có lớp da dọc, cẳng chân có nếp da xiên. Mút ngón chân có màu, tròn rõ. Lưng có màu nâu thẫm với các vết màu đen tương ứng với những nếp gấp da trên lưng.

## Sinh thái, sinh học
Ếch vạch sống trong những hang hốc đá, gốc cây ẩm ướt ven suối trong rừng. Chúng sống tập trung ở đầu nguồn, nơi có nhiều đá to chồng lên, lòng suối ít nước hay bên các thác nước chảy mạnh. Vào các tháng lạnh ở Miền bắc (tháng 12 - tháng 2), chúng rất ít hoạt động, trú trong các hốc tự nhiên ven suối. Sau tháng 3, thời tiết trở nên ấm áp hơn, ếch vạch bắt đầu hoạt động trở lại,  chúng hoạt động nhiều nhất là từ tháng 4 - tháng 10. Chúng kiếm ăn từ lúc trời tối cho đến đêm, đôi khi gần tới gần sáng ở suối. Thức ăn thường là ấu trùng chuồn chuồn, sâu non, gián rừng, kiến đen, cuốn chiếu, ong, ốc... Đẻ trứng vào mùa xuân ở dòng suối chảy chậm hay vũng suối lặng nước, ếch đẻ từ 40 - 50 trứng màu vàng nhạt đường kính từ 6,6 mm - 7, 2 mm. Cá thể ếch non thường ngâm mình trong nước còn cá thể trưởng thành thì lại thích ngồi ở những nơi ẩm ướt.

## Phân bố
Tại Việt Nam : Sa Pa (Lào Cai), Đông Phúc, Xuân Hạt (Bắc Kạn), Tam Đảo, Mỹ Lương (Vĩnh Phúc), Tu Lý, Đoàn Kết, Thượng Tiến (Hòa Bình).